# Rustavi
Rustavi (georgisk რუსთავი rustavi) er en by i den østgeorgiske provins Kartli med 132.333 (2023) indbyggere. Den ligger ved Mtkvari-floden ca. 40 km sydøst for Tbilisi.
Rustavi blev grundlagt i det 1. århundrede, og den lå ved Silkevejen, der forbandt Europa med Asien. Byen blev ødelagt af mongolerne under Timur.
Rustavi blev igen en by i 1948, da de sovjetiske myndigheder skulle bruge en by til at huse arbejderne ved en metalfabrik, der blev opført mellem 1941 og 1950 til at forarbejde jernmalm fra Aserbajdsjan.
Sovjetunionens kollaps i 1991 var katastrofal for Rustavi, da den også fik den integrerede økonomi, som byen var baseret på, til at falde fra hinanden. I dag er omkring 65% af byens befolkning arbejdsløse, og mange mennesker forlader i disse år byen.
Den største befolkningsgruppe i Rustavi er aserbajdsjanere.
Byen er kendt for Rustavi-koret, der synger traditionel georgisk polyfon sang. Byen har også lånt sit navn til TV-stationen Rustavi 2, som støttede Georgiens nuværende præsident Mikheil Saakasjvili under Rosenrevolutionen.

## Eksterne links
- Wikimedia Commons har flere filer relateret til Rustavi